# 施天麟
施天麟（1541年—？），字以德，號振菴，直隸池州府青陽縣人，明朝政治人物。

## 生平
隆慶元年（1567年）丁卯科應天鄉試第九十六名舉人，五年（1571年）中式辛未科會試第五十六名，二甲第六十九名進士。礼部觀政，授工部都水司主事，萬曆五年（1577年）升员外郎，歷官工部郎中，管理南河，萬曆六年（1578年）七月被總河潘季馴彈劾耽誤河工，七年被降調外任，贬为广东盐课司提举，八年避改福建，丁憂歸。九年复除雲南，升岳州府同知，卒于官。

## 家族
曾祖施潤；祖父施橰；父施藎臣，封工部郎中。母孫氏。重慶下。兄施天奇，弟施天迪、施天挺、施天彥。子施承绪，崇祯戊辰進士。